# Internationaux de Strasbourg 2019
L'Internationaux de Strasbourg 2019 è stato un torneo femminile di tennis giocato sulla terra rossa. È stata la 33ª edizione del torneo che fa parte della categoria International nell'ambito del WTA Tour 2019. Si è giocato al Tennis-Club de Strasbourg di Strasburgo in Francia dal 20 al 25 maggio 2019.

## Partecipanti
| Nazionalità | Giocatrice         | Ranking* | Testa di serie |
| ----------- | ------------------ | -------- | -------------- |
| Australia   | Ashleigh Barty     | 9        | 1              |
| Bielorussia | Aryna Sabalenka    | 10       | 2              |
| Cina        | Wang Qiang         | 17       | 3              |
| Francia     | Caroline Garcia    | 22       | 4              |
| Stati Uniti | Sofia Kenin        | 37       | 5              |
| Ucraina     | Dajana Jastrems'ka | 41       | 6              |
| Cina        | Zheng Saisai       | 46       | 7              |
| Cina        | Zhang Shuai        | 48       | 8              |

- Ranking al 14 maggio 2018.

### Altre partecipanti
Le seguenti giocatrici hanno ricevuto una wild card per il tabellone principale:
- Amandine Hesse
- Aryna Sabalenka
- Harmony Tan

La seguente giocatrice ha avuto accesso al tabellone principale grazie al ranking protetto:
- Shelby Rogers

Le seguenti giocatrici sono passate dalle qualificazioni:

- Marie Benoît
- Han Xinyun
- Marta Kostjuk
- Astra Sharma
- Laura Siegemund
- Renata Zarazúa

La seguente giocatrice è entrata in tabellone come lucky loser:
- Diāna Marcinkēviča

### Ritiri
Prima del torneo
- Ashleigh Barty → sostituita da  Diāna Marcinkēviča
- Mihaela Buzărnescu → sostituita da  Zhu Lin
- Alizé Cornet → sostituita da  Magda Linette
- Camila Giorgi → sostituita da  Luksika Kumkhum
- Aleksandra Krunić → sostituita da  Fiona Ferro
- Petra Martić → sostituita da  Jessica Pegula
- Anastasija Pavljučenkova → sostituita da  Shelby Rogers

## Campionesse

### Singolare
Dayana Yastremska ha sconfitto in finale  Caroline Garcia col punteggio di 6-4, 5-7, 7–6(3).
- È il terzo titolo in carriera per Yastremska, il secondo della stagione.

### Doppio
Daria Gavrilova /  Ellen Perez hanno sconfitto in finale  Duan Yingying /  Han Xinyun col punteggio di 6-4, 6-3.